# Federico Rasmussen
Federico Nicolás Rasmussen (Coronel Dorrego, Argentina; 4 de marzo de 1992) es un futbolista argentino. Juega de defensa central y su equipo actual es el Godoy Cruz de la Primera División de Argentina.

## Trayectoria
Rasmussen entró a las inferiores de Lanús en 2007, proveniente del Independiente de Coronel Dorrego, su ciudad natal. Promovido al primer equipo en 2013, fue cedido al Flandria de la Primera B Metropolitana, donde disputó 9 encuentros. Dejó Lanús en febrero de 2015, sin debutar en el club, y se incorporó al Tiro Federal de Bahía Blanca del Federal A. Hasta 2017, jugó en clubes del ascenso argentino.
En agosto de 2017, Rasmussen fichó en el Guillermo Brown de la Primera B Nacional, debutando en la segunda categoría en la temporada 2017-18. El 6 de junio de 2019, el defensor fue cedido al Atlante FC del Ascenso MX de México. Debutó el 2 de agosto ante Mineros de Zacatecas. El 18 de junio de 2020, Ramussen fue cedido al Querétaro FC de la Liga MX, sin embargo por falta de cupo internacional el argentino regresó al Guillermo Brown.
A finales de julio de 2021, Rasmussen fichó en el Sarmiento de Junín en la Primera División de Argentina. Debutó en la máxima categoría el 3 de octubre ante Gimnasia de La Plata.
Tras dos temporadas en Sarmiento, en enero de 2023 el jugador firmó contrato en Godoy Cruz.

## Selección nacional
Disputó la Copa Mundial de Fútbol Sub-17 de 2009 con la selección Argentina de la categoría.

## Estadísticas
Actualizado al último partido disputado el 18 de abril de 2023,
| Club                        | Div.          | Temporada     | Liga  | Liga  | Copas nacionales | Copas nacionales | Copas internacionales | Copas internacionales | Total | Total |
| Club                        | Div.          | Temporada     | Part. | Goles | Part.            | Goles            | Part.                 | Goles                 | Part. | Goles |
| --------------------------- | ------------- | ------------- | ----- | ----- | ---------------- | ---------------- | --------------------- | --------------------- | ----- | ----- |
| Lanús Argentina             | 1.ª           | 2013-14       | 0     | 0     | 0                | 0                | —                     | —                     | 0     | 0     |
| Lanús Argentina             | Total club    | Total club    | 0     | 0     | 0                | 0                | 0                     | 0                     | 0     | 0     |
| Flandria Argentina          | 3.ª           | 2013-14       | 9     | 0     | 0                | 0                | —                     | —                     | 9     | 0     |
| Flandria Argentina          | Total club    | Total club    | 9     | 0     | 0                | 0                | 0                     | 0                     | 9     | 0     |
| Tiro Federal (BB) Argentina | 3.ª           | 2015          | 21    | 1     | 0                | 0                | —                     | —                     | 21    | 1     |
| Tiro Federal (BB) Argentina | Total club    | Total club    | 21    | 1     | 0                | 0                | 0                     | 0                     | 21    | 1     |
| Mitre (SdE) Argentina       | 3.ª           | 2016          | 0     | 0     | 0                | 0                | —                     | —                     | 0     | 0     |
| Mitre (SdE) Argentina       | Total club    | Total club    | 0     | 0     | 0                | 0                | 0                     | 0                     | 0     | 0     |
| Villa Mitre Argentina       | 3.ª           | 2016-17       | 28    | 1     | 0                | 0                | —                     | —                     | 28    | 1     |
| Villa Mitre Argentina       | Total club    | Total club    | 28    | 1     | 0                | 0                | 0                     | 0                     | 28    | 1     |
| Guillermo Brown Argentina   | 2.ª           | 2017-18       | 6     | 0     | 0                | 0                | —                     | —                     | 6     | 0     |
| Guillermo Brown Argentina   | 2.ª           | 2018-19       | 21    | 1     | 1                | 0                | —                     | —                     | 22    | 1     |
| Guillermo Brown Argentina   | 2.ª           | 2019-20       | 0     | 0     | 0                | 0                | —                     | —                     | 0     | 0     |
| Guillermo Brown Argentina   | 2.ª           | 2020          | 0     | 0     | 0                | 0                | —                     | —                     | 0     | 0     |
| Guillermo Brown Argentina   | Total club    | Total club    | 27    | 1     | 1                | 0                | 0                     | 0                     | 28    | 1     |
| Atlante · México            | 2.ª           | 2019-20       | 24    | 1     | 1                | 0                | —                     | —                     | 25    | 1     |
| Atlante · México            | Total club    | Total club    | 25    | 1     | 1                | 0                | 0                     | 0                     | 25    | 1     |
| Querétaro · México          | 1.ª           | 2020-21       | 0     | 0     | 0                | 0                | —                     | —                     | 0     | 0     |
| Querétaro · México          | Total club    | Total club    | 0     | 0     | 0                | 0                | 0                     | 0                     | 0     | 0     |
| Sarmiento (J) Argentina     | 1.ª           | 2021          | 4     | 0     | 0                | 0                | —                     | —                     | 4     | 0     |
| Sarmiento (J) Argentina     | 1.ª           | 2022          | 26    | 0     | 0                | 0                | —                     | —                     | 26    | 0     |
| Sarmiento (J) Argentina     | Total club    | Total club    | 30    | 0     | 0                | 0                | 0                     | 0                     | 30    | 0     |
| Godoy Cruz Argentina        | 1.ª           | 2023          | 12    | 0     | 0                | 0                | —                     | —                     | 12    | 0     |
| Godoy Cruz Argentina        | Total club    | Total club    | 12    | 0     | 0                | 0                | 0                     | 0                     | 12    | 0     |
| Total carrera               | Total carrera | Total carrera | 151   | 4     | 2                | 0                | 0                     | 0                     | 153   | 4     |